# Massacre du bus de Muktsar
 (juillet 2021).
Si vous disposez d'ouvrages ou d'articles de référence ou si vous connaissez des sites web de qualité traitant du thème abordé ici, merci de compléter l'article en donnant les références utiles à sa vérifiabilité et en les liant à la section « Notes et références ».
Le massacre du bus de Muktsar est un massacre de 14 passagers hindous et d'un sikh par des militants sikhs khalistani. Le massacre est survenu le 25 juillet 1986, lorsqu'un bus a été attaqué par des militants sikhs au cours duquel 15 personnes ont été abattues à Muktsar dans l'État du Pendjab, en Inde.
Le Los Angeles Times a rapporté que trois hommes étaient montés à bord d'un bus express allant de Muktsar, situé dans l'ancien district de Faridkot dans l'ouest du Pendjab à sa destination Chandigarh. Après avoir parcouru environ 16 kilomètres après Muktsar, à un passage à niveau, le bus s'est arrêté et une quatrième personne est montée à bord. Les quatre hommes ont commencé à brandir leurs armes, notamment des pistolets et des pistolets Sten, et a ordonné aux dames, aux enfants et aux personnes de religion sikh, qui étaient profilés par leurs symboles d'identification turbans et longues barbes, de descendre du bus. Les quatre hommes ont commencé à tirer sur les passagers hindous restants encore dans le bus. Il a été rapporté que les passagers qui ont été tués étaient tous des hommes appartenant à la religion hindoue, à l'exception d'un homme, qui était un sikh à la barbe rasée. Le nombre de passagers blessés était de sept. L'un des blessés nommé Surjit Singh était un autre sikh dans le bus avec la barbe rasée. Surjit a reçu une balle dans la tête et a perdu la vue mais a survécu. Sa femme aurait supplié les terroristes de les épargner puisqu'ils étaient également des Jat Sikhs, mais elle a été ignorée.
La séparation des passagers pour des motifs religieux et le massacre ultérieur de 14 hindous, ont suggéré que le massacre faisait partie de la campagne du mouvement séparatiste sikh Khalistan visant à diviser les communautés sikh et hindoue.
Les attaques de bus ont été des incidents terroristes majeurs au Pendjab au cours de l'année 1986, le pire étant le massacre du bus de Hoshiarpur en 1986. Le Los Angeles Times a qualifié le massacre de "l'un des pires contre la communauté hindoue depuis plus de cinq ans" depuis que le mouvement séparatiste sikh Khalistan est devenu actif au Pendjab. L'État du Pendjab avait une population sikhe de 9 millions et une population hindoue de 7 millions.

## Objectif
L'objectif des terroristes à l'origine du massacre était de chasser les sept millions d'hindous vivant dans l'État du Pendjab et de forcer les sikhs vivant à l'extérieur de l'État du Pendjab à s'installer. Cela aurait permis aux séparatistes sikhs de revendiquer l'État du Pendjab comme pays souverain du Khalistan.
Les districts proches de la frontière indo-pakistanaise comme Faridkot ont connu la campagne la plus intense menée par les terroristes khalistani pour intimider les hindous locaux et ont entraîné leur exode massif. Plusieurs milliers de réfugiés hindous du Pendjab s'étaient déjà installés à New Delhi pour échapper à la violence communautaire.
Les relations diplomatiques indo-pakistanaises ont été mises à rude épreuve en raison des allégations de diplomates indiens au sujet d'agents de renseignement pakistanais soutenant les terroristes khalistani.

## Conséquences
La police du district de Faridkot avait placé le district sous couvre-feu. Après l'incident du meurtre de 15 personnes à Muktsar en juillet, des émeutes hindoues-sikhes avaient éclaté dans la partie ouest de New Delhi, où vivaient une majorité de réfugiés hindous du Pendjab. Cinq personnes ont été tuées dans ces émeutes.

## Réactions
L'attaque terroriste a été soulevée au Parlement de l'Inde où elle a été condamnée. Le gouvernement de l'État du Pendjab, composé de sikhs modérés, s'est également prononcé contre l'incident. Les cinq principaux partis politiques de l'État du Pendjab avaient appelé à la fermeture des commerces pour protester contre le massacre.
Le gouvernement de l'État du Pendjab a convoqué une réunion d'urgence à Chandigarh et a appelé les citoyens à "rester calme face aux graves provocations et à ne pas tomber dans le piège tendu par des éléments antisociaux voulant jeter l'État dans un bain de sang fratricide."